# Enriqueta Garland Higginson
María Enriqueta Garland Higginson (Lima, 11 de mayo de 1883-Lima, San Isidro, 30 de abril de 1968) fue primera dama del Perú y la primera esposa del dos veces presidente Manuel Prado Ugarteche.

## Biografía
Nació dentro de una familia anglo-peruana de la oligarquía, como hija de Guillermo Garland von Lotten y Elisa Higginson Carreño. Relacionada con distintas familias, era prima de miembros de la familia Miró Quesada y tía de la diseñadora Rosa Graña Garland y del empresario Francisco Graña Garland.
El 19 de enero de 1914, se casó con Manuel Prado Ugarteche, hijo del presidente Mariano Ignacio Prado y María Magdalena Ugarteche Gutiérrez de Cossío. Prado era en ese entonces miembro del Partido Civil y había participado en el golpe de Estado al presidente Guillermo Billinghurst. Tuvieron dos hijos: Rosa Prado Garland y Manuel Ignacio Prado Garland.
En 1939, su esposo presentó su candidatura a la Presidencia, ganando las elecciones. Ella asumió el cargo de primera dama y, al año siguiente estallaba la Segunda Guerra Mundial. Después del ataque a Pearl Harbor, Manuel Prado era el primer presidente latinoamericano en declararle la guerra a las potencias del Eje.
Durante el terremoto de Lima y Callao de 1940, junto a su hija Rosa, prestó ayuda a los damnificados y visitó diversos hospitales. Al año siguiente organizó un grupo de la Cruz Roja para apoyar a la Beneficencia Pública y, junto a su hija, se trasladó a la frontera y visitó a los soldados heridos durante la Guerra del 41. En 1943, fue madrina de la coronación canónica de la Virgen de la Puerta durante el Congreso Eucarístico Nacional en Trujillo.
En 1956, Manuel Prado volvía a asumir la Presidencia, pero para ese tiempo ya había conocido a la socialité Clorinda Málaga, quien pertenecía a una familia relacionada con la minería. Los encuentros sentimentales entre Prado y Málaga estremecieron a la alta sociedad limeña y ese año Prado se separaba de Enriqueta Garland asumiendo el cargo de primera dama su hija, Rosa Prado.
Manuel Prado, incluso, llegó a pedir la anulación religiosa de su matrimonio con Garland, lo que produjo que un grupo de señoras de sociedad salieran vestidas de negro en señal de protesta. En 1958, el presidente Prado conseguía que la Santa Sede anulara su matrimonio en la Iglesia católica y se casaba con Clorinda Málaga con bendición apostólica.
Enriqueta Garland falleció de un infarto en 1968 y fue enterrada en el Mausoleo de la Familia Graña en el Cementerio Presbítero Maestro. Algunos metros más allá de su tumba está enterrado su exesposo junto a su padre en mausoleos separados, como presidentes de la República.

## Reconocimientos
- Medalla Benemerenti
- Medalla Pro Ecclesia et Pontifice, Roma 1964